# Авиньонско папство
Авиньонско папство или Авиньонско пленничество на папите е периодът от 1309 до 1377 г., през който католическата църква е с център Авиньон във Франция.
Формалният повод е спор между френския крал Филип IV Хубави и папа Бонифаций VIII. Филип наложил извънредни данъци над намиращите се в неговите територии свещеници, без, както била разпространената практика, първо да се допита до тях. След остра реакция от страна на Апостолическия престол се стига до конфликт между Бонифаций и Филип, достигнал кулминацията си след като френският крал избрал отряд от 1300 души, които арестували папата, който по-късно починал. Новият папа Бенедикт XI изпълнявал длъжността за кратко, а през 1305 г. за понтифекс е избран Климент V. Срещу него започнало недоволство, което скоро придобило насилствен характер, което принудило Климент да избяга от Рим. Папата потърсил закрилата на френския крал и бил настанен в град Авиньон. Поради тази причина папите резидиращи в Авиньон не се ползвали с голям авторитет, тъй като болшинството от хората гледали на тях като слуги на кралския двор в Париж. Авиньонското папство е причината за възникналата Западна схизма (виж долу). Заради спадналия престиж на папството висшият клир се опитвал да увеличи пълномощията и ограничи тези на Апостолическия престол. Израз на това желание става Консилиарното движение, според последователите на което църковните събори имат по-голяма власт от папата. Движението запада през XV век.
През периода на Авиньонския плен на папския престол управляват седем папи – французи:

## Авиньонски папи
| Понтификат                               | Портрет | Име                                          | Рождено име            | Рождено място             | Бележки |
| ---------------------------------------- | ------- | -------------------------------------------- | ---------------------- | ------------------------- | --- |
| от 5 юни 1305 до 20 април 1314           |         | Климент V (Clemens Quintus)                  | Реймон Бертран дьо Гот | Гаскония, Франция         | Първият Авиньонски папа. Свиква Виенския събор (1311 – 1312). Започва преследването на Тамплиерския орден под натиск от Филип IV Френски |
| от 7 август 1316 до 4 декември 1334      |         | Йоан XXII (Ioannes Vicesimus Secundus)       | Жак Дюез               | Каор, Франция             | Първия папа след двегодишния застой. Противник на император Лудвиг Баварски.                                                             |
| от 20 декември 1334 до 25 април 1342     |         | Бенедикт XII (Benedictus Duodecimus)         | Жак Фурние             | Севердан, Франция         | Член на Бенедиктинския орден |
| от 7 май 1342 до 6 декември 1352         |         | Климент VI (Clemens Sextus)                  | Пиер Роже              | Лимузан, Франция          | Член на ордена на Свети Бенедикт |
| от 18 декември 1352 до 12 септември 1362 |         | Инокентий VI (Innocentius Sextus)            | Етиен Обер             | Лимузан, Франция          | |
| от 28 септември 1362 до 9 декември 1370  |         | Блажени Урбан V (Benedictus Urbanus Quintus) | Гийом дьо Гримоар      | Гризак, Лангедок, Франция | Член на ордена на Свети Бенедик |
| от 30 декември 1370 до 26 март 1378      |         | Григорий XI (Gregorius Undecimus)            | Пиер Роже дьо Бофорт   | Момонт, Лимузен, Франция  | Последния Авиньонски папа, премества папството обратно в Рим през 1378                                                                   |

През 1378, Григорий XI премества папската резиденция обратно в Рим, където и умира. Въз основа на спора на последвалите избори разколна група кардинали създават антипапско седалище в Авиньон:

## Антипапи
| Понтификат                                | Портрет | Име                                            | Рождено име          | Рождено място            | Бележки                                                                                |
| ----------------------------------------- | ------- | ---------------------------------------------- | -------------------- | ------------------------ | -------------------------------------------------------------------------------------- |
| от 20 септември 1378 до 16 септември 1394 |         | Антипапа Климент VII (Clemens Septus)          | Робер Женевски       | Женева, днешна Швейцария | Избран от френски кардинали като опозиция на италианския папа Урбан VI                 |
| от 11 октомври 1394 до 23 май 1402        |         | Антипапа Бенедикт XIII (Benedictus Tredecimus) | Педро Перез де Готор | Илуеса, Арагон           | Последният папа управлявал от Авиньон. прогонен през 1403. Умира в Aрагон през 1423 г. |

## Папската схизма
През периода 1378 – 1417 в Западна Европа става Великата схизма. С преместването на папската столица в Рим от папа Григорий XI, множество френски кардинали негодували. След смъртта на Григорий XI, настояват за връщането на папската столица във Франция и избора на папа французин. При отказа и заплахата от народен бунт, избират италианския епископ на Бари за папа – Урбан VI. Недоволни, група френски кардинали обявяват избора за невалиден и поставят свой претендент – антипапата Климент VII. В 1409 бил направен опит за помирение, като папата и антипапата били призовани на църковен събор в Пиза, но нито един от двамата не се явил. Там кардиналите избрали за папа Петер Филарг, който приел името Александър V. Така трети претендент излязъл на сцената. Разцеплението приключило в 1415, когато римският папа Григорий XII се отказал от престола си, принуждавайки фракците да се съберат заедно и единодушно да изберат негов наследник. Западната схизма приключва с избора на папа Мартин V.

## Избрана библиография
1. Collins, Roger. „Keepers of the keys of Heaven. A History of the Papacy“. Basic books publishing, 2009.
2. Rollo-Koster, Joelle. „Avignon and its Papacy. Popes Institutions and Society. 1309 – 1417.“ Rowman & Littlefield Publishers (20 август 2015).
3. Walker, Williston. „A History of the Christian Church“. Charles Scribner’s sons, New York, 1985.
4. Setton, Kenneth. „The Papacy and the Levant. Volume II. The Fifteenth century“, 1978